# Syrau-Kauschwitzer Heide
Das Naturschutzgebiet Syrau-Kauschwitzer Heide liegt im Vogtlandkreis in Sachsen südlich von Syrau, einem Ortsteil von Rosenbach/Vogtl., und nordwestlich von Kauschwitz, einem Stadtteil von Plauen. Durch den östlichen Teil des Gebietes fließt der Syrabach, ein linker Zufluss der Weißen Elster, und am nördlichen Rand der Kemnitzbach, ein rechter Zufluss des Syrabachs. Nördlich verläuft die B 282. Eine Etappe des Vogtland Panorama Weges – Alternativroute – führt durch das Naturschutzgebiet. In der Syrau-Kauschwitzer Heide befand sich zu Zeiten der DDR ein  Truppenübungsplatz der Sowjetarmee.

## Bedeutung
Das etwa 187 ha große Gebiet mit der NSG-Nr. C 88 wurde im Jahr 1999 unter Naturschutz gestellt.